# أحداث النهاية
أحداث النهاية سلسلة حلقات ألقاها الشيخ محمد حسان في رمضان 1427 هـ على قناة النّاس الفضائية في 32 حلقة. يصور فيها الشيخ بأسلوبه المشوق أشراط الساعة وعلامتها الصغرى والكبرى، وما قبل ذلك من فتن وملاحم آخر الزمان. ثم الموت وسكراته وحسن وسوء الخاتمة مع حكاية قصص واقعية في ذلك، وما بعد ذلك حتى دخول الجنة أو النار.